# Enrique de Austria (1299-1327)

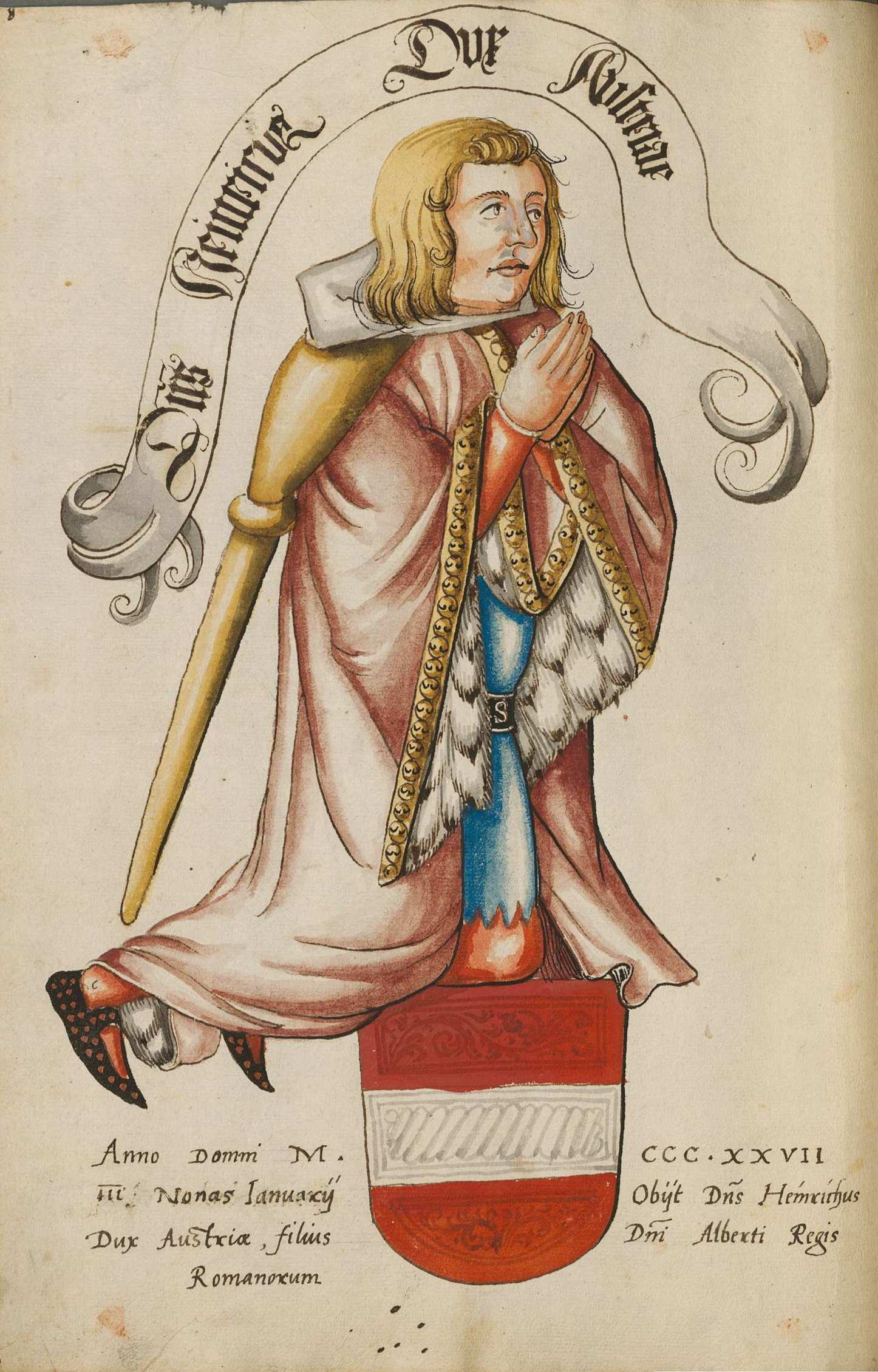
Una representación idealizada de Enrique el Amistoso

Enrique de Austria, conocido como Enrique el Amistoso (15 de mayo de 1299-3 de febrero de 1327) era hijo del rey Alberto I de Alemania e Isabel de Tirol.
En 1305, Enrique estaba comprometido con, Isabel de Hungría, el compromiso probablemente fue arreglado por Inés de Habsburgo, la reina viuda de Hungría, que mostraba gran afecto por su hermano Enrique. Sin embargo, el matrimonio nunca tuvo lugar. En 1314, el duque Enrique se casó con la condesa Isabel de Virneburg. El matrimonio permaneció sin hijos.
Enrique ayudó a su hermano, Federico el Hermoso, en su lucha por el trono alemán. Después de la Batalla de Mühldorf el 28 de septiembre de 1322, Enrique, el rey Federico y otros 1300 nobles austriacos fueron tomados prisioneros. Enrique pasó varios años en el castillo bohemio de Biirglitz antes de ser liberado tras el pago de un rescate de 3000 ducados y la cesión de sus derechos a Znojmo, Castell, Laa y Weitra. Agotado por las duras condiciones de la prisión, Enrique murió a los 28 años. Su viuda lo enterró en la abadía de Königsfelden, junto con varios miembros de su familia inmediata.